# Staphylococcus saprophyticus
 (mars 2007).
Espèce
Staphylococcus saprophyticus est une bactérie pouvant être responsable d'infection urinaire chez la femme jeune.
Il s'agit de cocci à Gram positif, oxydase négatif, possédant une catalase.
Les colonies sont non pigmentées. Staphylococcus saprophyticus fermente le mannitol (il y a oxydation) et ne possède pas de coagulase (libre ou liée), ni de protéine A.
Bactérie aérobie anaérobie facultative, ADH + et hémolyse alpha.
Responsable d'infections du tractus urinaire principalement chez la jeune femme. Elle présente une résistance naturelle à la novobiocine (en) et à la fosfomycine.